# Сплюшка мікронезійська
Сплюшка міндорійська (Otus podarginus) — вид совоподібних птахів родини совових (Strigidae). Ендемік Палау. Раніше цей вид відносили до монотипового роду Мікронезійська сплюшка (Pyrroglaux), однак за результатами молекулярно-філогенетичного дослідження він був переведений до роду Сплюшка (Otus).

## Опис
Довжина птаха становить 22 см. У самців лицевий диск світло-рудувато-охристий, поцяткована вузькими більш темними, іржасто-коричневими концентричними кільцями. Лоб і "брови" білуваті з іржасто-бурим відтінком, поцятковані вузькими чорно-бурими смугами. Верхня частина голови і верхня частина тіла іржасто-коричневі. Пера на плечах білі з чорними кінчиками. Крила іржасто-піщаного кольору, поцятковані світлими, іржасто-охристими смугами. Хвіст іржасто-коричневий, поцяткований нечіткими темно-коричневими смугами. Горло білувато-іржасто-коричневе. Груди світло-іржасто-коричневі, поцятковані білими і чорними смугами. Живіт світлий, іржасто-коричневий. 
У самиць верхня частина тіла темно-коричнева, поцяткована чорними смужками. Нижня частина тіла іржасто-коричнева, поцяткована світлими білувато-коричневими смужками. Молоді птахи мають світло-іржасто-коричневе забарвлення, живіт у них більш світлий, тім'я і спина більш темні. Райдужки карі або оранжево-жовті, дзьоб і лапи білуваті. Голос самця — серія чітких криків «квук, квук», які видаються з інтервалом більше секунди. Крик самиці схожий, однак більш пронизливий. Під час сезону розмноження пари кричать дуетом.

## Поширення і екологія
Мікронезійські сплюшки мешкають на островах Бабелдаоб, Корор, Пелеліу, Уруктапель і Анґаур в архіпелазі Каролінських островів. Вони живуть в тропічних лісах, мангрових заростях і садах. Ведуть нічний спосіб життя, живляться комахами та іншими безхребетними, зокрема дощовими черв'яками. Сезон розмноження триває з лютого по березень. Гніздяться в дуплах дерев, кладці 3-4 яйця розміром 34,3×31,7 мм. Пари залишаються разом протягом всього року.